# Sofiane Feghouli
Sofiane Feghouli (în arabă سفيان فيغولي; n. 26 decembrie 1989) este un fotbalist algerian care evoluează la clubul Fatih Karagümrük în Süper Lig și la echipa națională de fotbal a Algeriei pe postul de mijlocaș ofensiv sau extremă.

## Statistici
La 17 mai 2014
| Club             | Sezon         | Campionat | Campionat | Cupă    | Cupă   | Europa  | Europa | Total   | Total  |
| Club             | Sezon         | Meciuri   | Goluri    | Meciuri | Goluri | Meciuri | Goluri | Meciuri | Goluri |
| ---------------- | ------------- | --------- | --------- | ------- | ------ | ------- | ------ | ------- | ------ |
| Grenoble Foot 38 | 2006–07       | 3         | 0         | 0       | 0      | 0       | 0      | 3       | 0      |
| Grenoble Foot 38 | 2007–08       | 26        | 3         | 0       | 0      | 0       | 0      | 26      | 3      |
| Grenoble Foot 38 | 2008–09       | 26        | 0         | 2       | 0      | 0       | 0      | 28      | 0      |
| Grenoble Foot 38 | 2009-10       | 5         | 0         | 1       | 0      | 0       | 0      | 6       | 0      |
| Grenoble Foot 38 | Total         | 60        | 3         | 3       | 0      | 0       | 0      | 63      | 3      |
| UD Almería       | 2010-11       | 9         | 2         | 1       | 0      | -       | -      | 10      | 2      |
| Valencia CF      | 2010–11       | 3         | 0         | 1       | 1      | 1       | 0      | 5       | 1      |
| Valencia CF      | 2011–12       | 30        | 6         | 6       | 0      | 13      | 0      | 49      | 6      |
| Valencia CF      | 2012–13       | 27        | 3         | 2       | 0      | 8       | 3      | 37      | 6      |
| Valencia CF      | 2013–14       | 32        | 4         | 3       | 0      | 10      | 3      | 45      | 7      |
| Valencia CF      | 2014-15       | 31        | 5         | 0       | 0      | -       | -      | 31      | 5      |
| Valencia CF      | Total         | 124       | 18        | 12      | 1      | 32      | 6      | 167     | 25     |
| Total carieră    | Total carieră | 193       | 23        | 16      | 1      | 32      | 6      | 240     | 30     |